# Mariano Pedrero
Mariano Pedrero (Burgos, 1865 - Madrid, 1927) est un dessinateur, peintre, affichiste et illustrateur espagnol.

## Biographie
Mariano Pedrero López naît à Burgos le 2 juillet 1865 et passe sa jeunesse dans la province de Santander.
Il commence sa carrière comme professeur de dessin au lycée de San José de Torrelavega, institution de laquelle il devient directeur. Il publie à cette époque dans la presse de Cantabrie : La Atalaya, El Cantábrico, Cantabria, Letras Montañesas avant de déménager à Madrid en 1898. Il y devient directeur artistique de la revue Nuevo Mundo et réalise ses deux premières couvertures portant sur la guerre de Cuba. Il obtient une certaine notoriété dans la capitale espagnole et est nommé en 1903 rédacteur artistique de La Ilustración Española y Americana puis le directeur artistique en 1919 des jésuites madrilènes, La Estrella del Mar.
Mariano Pedrero a développé sa vie privée et professionnelle dans trois villes, Burgo, Santander et Madrid, mais a aussi effectué de nombreux voyages, qu'il a documentés. En décembre 1903, il se rend à Lisbonne à l'occasion du voyage d'Alphonse XIII dans la capitale portugaise ; il publie de ce voyage deux grandes gouaches dans La Ilustración Española y Americana (conservées à l'Académie royale des beaux-arts de San Fernando. En 1905, il voyage à Biarritz, où il produit la gouache Pescadores de caña. Biarritz-los últimos veraneantes, diffusée dans la même revue. Il retourne à Lisbonne en 1909 puis à Biarritz et Bordeaux en 1915 : il crée deux aquarelles, publiées dans la revue Blanco y Negro. En octobre 1924, il voyage à la ville marocaine de Larache à l'occasion de la naissance de sa petite-fille ; il était en effet très affecté par le départ de la famille de son fils Marceliano, capitaine de l'infanterie.
Mariano Pedrero meurt le 18 novembre 1927 dans la capitale.

## Œuvre
Selon les études de María José Zaparaín Yáñez et Francisco Gutiérrez Díaz, la vie professionnelle de Mariano Pedrero est très productive,.
Le style de Mariano Pedrero est à lier au XIXe siècle, avec le costumbrisme et l'historicisme. Cependant, ses dessins, de grande précision au début, s'orientent vers le naturalisme le plus libre. Cette évolution peut être constatée en consultant les cinq cahiers inclus dans le catalogue de l'exposition de la casa del Cordón de Burgos de 2019, qui couvrent la période 1893-1926.
Quant aux affiches publicitaires du XXe siècle, l'artiste adopte les traits du modernisme, avec davantage de créativité, et se rapproche de l'art nouveau et du japonisme (voir l'affiche taurine de 1900 ou la nature morte à l'encre de 1902).

### Illustration de revues
En plus d'illustrer des revues publiant des nouvelles comme El Cuento Semanal (es) et Los Contemporáneos (es), certains de ses dessins sont publiés dans des revues et journaux tels que La Ilustración Artística, Nuevo Mundo, La Ilustración Española y Americana, La Esfera, La Lectura Dominical, El Eco Montañés ou Blanco y Negro.

Illustrations dans les revues
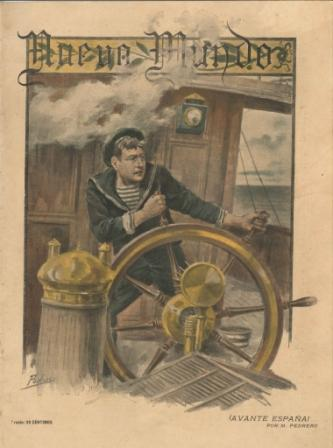
« Avante España » (Nuevo Mundo, 1898).
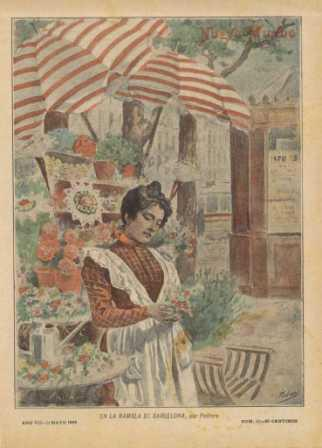
« En la Rambla de Barcelona » (Nuevo Mundo, 1900).
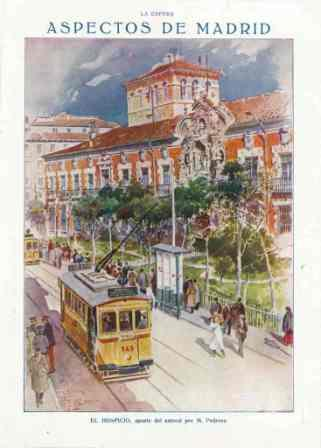
« El Hospicio » (La Esfera, 1915).
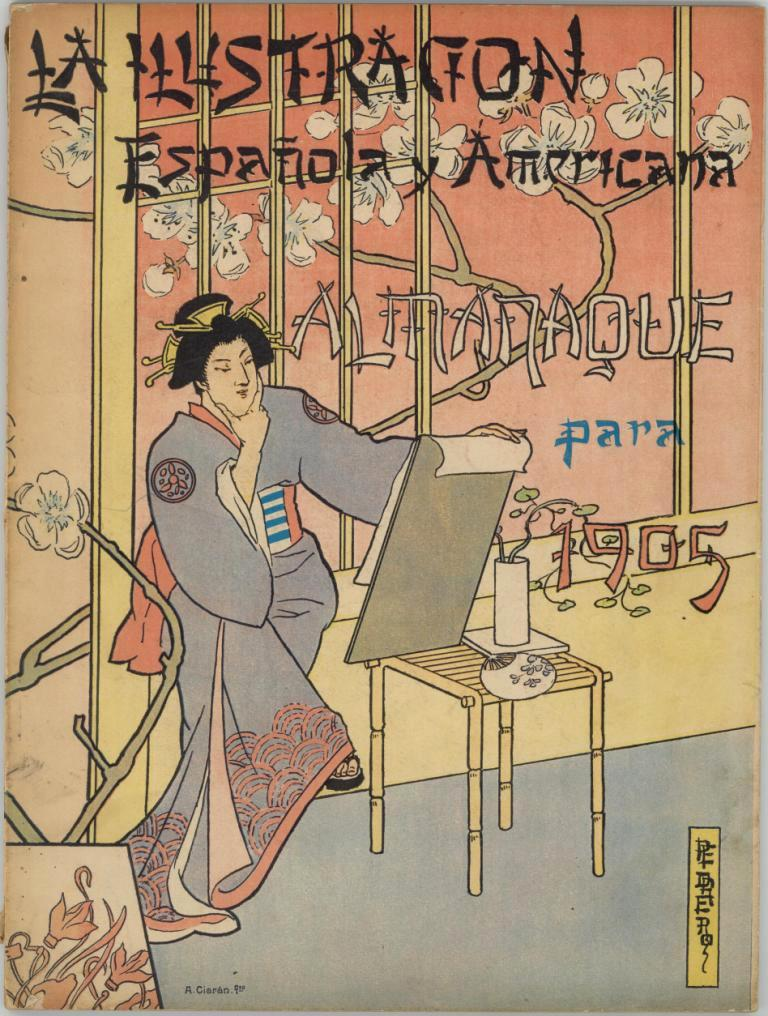
Almanach de La Ilustración Española y Americana, 1905.
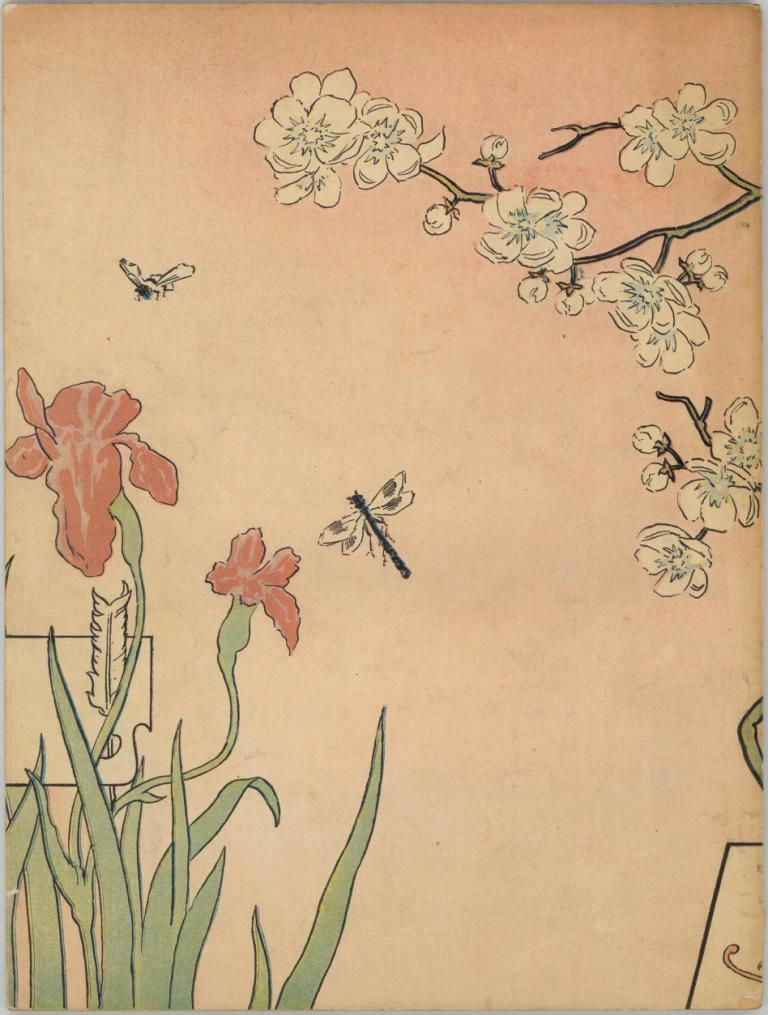
Deuxième de couverture de l'almanach de La Ilustración Española y Americana, 1905.
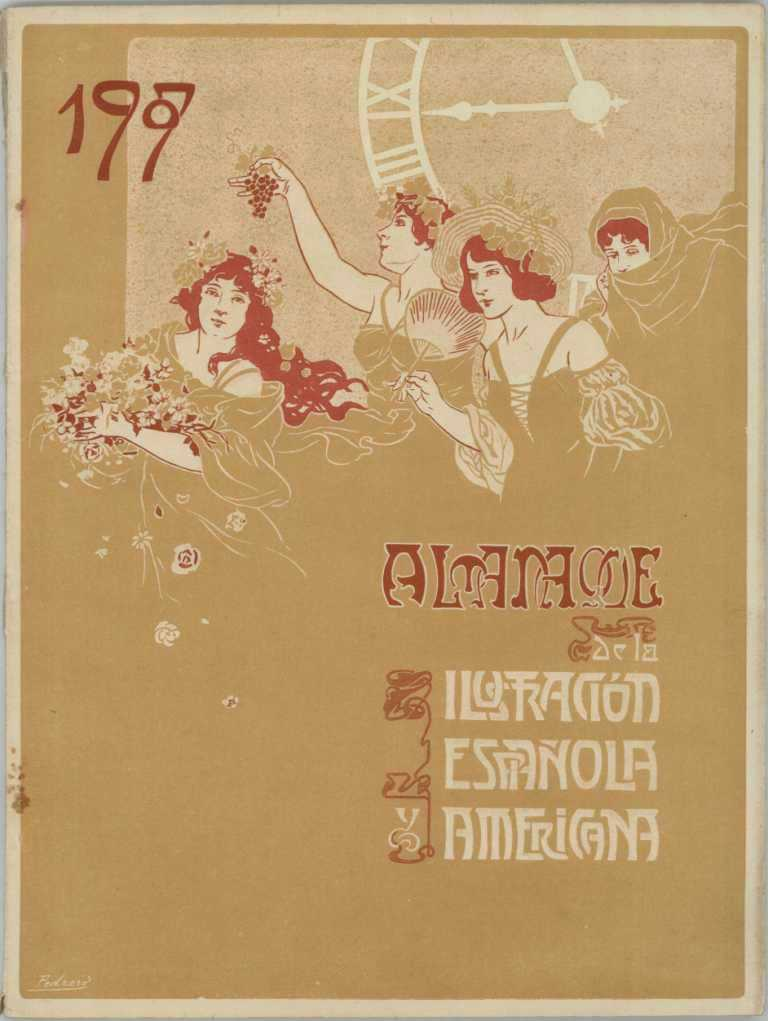
Almanach de La Ilustración Española y Americana, 1907.
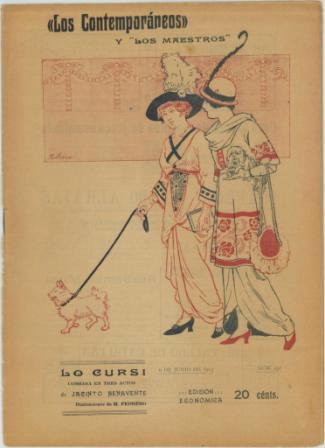
Los Contemporáneos : Lo Cursi, juin 1913.
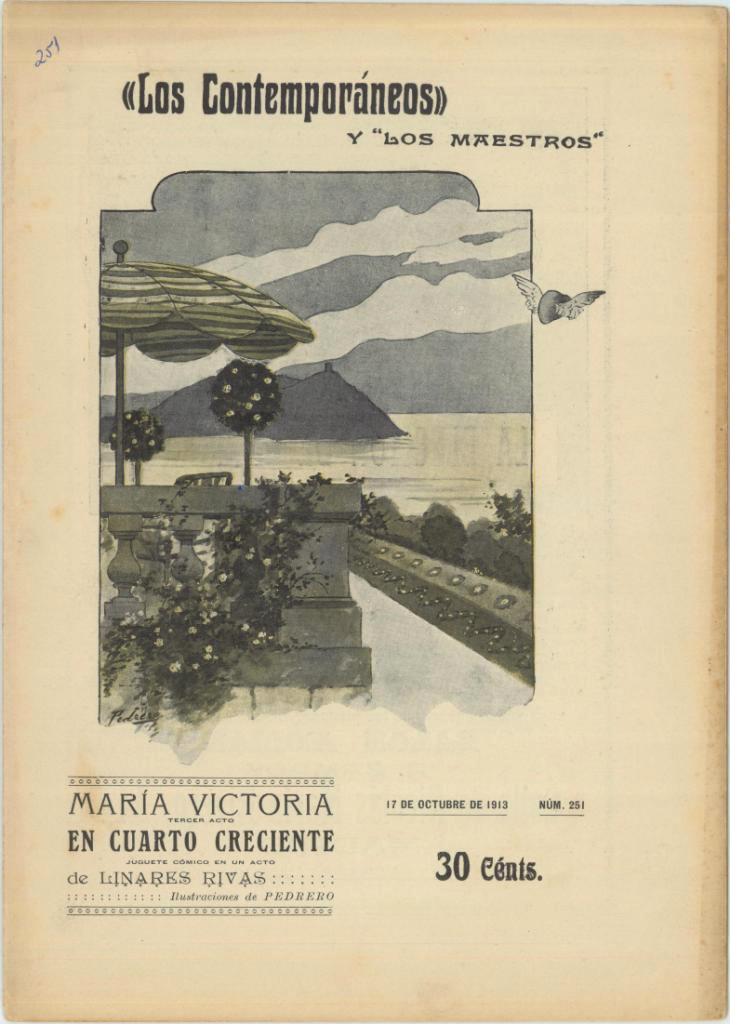
Los Contemporáneos : María Victoria, octobre 1913.

### Illustration de livres
Mariano Pedrero a illustré de nombreux ouvrages, tels que La santa casa de Loyola (1891), La Europa salvaje (1894), Los tercios españoles (1904), tous provenant de l'éditeur Imprenta del Corazón de Jesús, à Bilbao. Il a aussi la responsabilité des dessins intérieurs de la revue Mensajero del corazón de Jesús, du même éditeur, entre 1891 y 1913, et en devient l'auteur de la couverture les quatre dernières années[réf. nécessaire].
Il illustre également Tipos trashumantes (1897) de José María de Pereda, publié à Barcelone par l'éditeur Heinrich. À Madrid, il illustre Cantos de la montaña (1901), un livre de Rafael Calleja à caractère musical et abondamment illustré par Pedrero. Un autre livre lié à la Cantabrie est Noticia circunstanciada de la explosión del vapor Cabo Machichaco (...) 1893 (1894). A ces dessins s'ajoutent deux unes de journal local faisant référence à cet événement qui a fait plus de 500 morts et 2 000 blessés.
L'une des illustrations les plus connues de Mariano Pedrero est celle pour le conte pour enfants Ratón Pérez (1911), dont la couverture et les dessins intérieurs reflètent une grande créativité et compréhension de l'œuvre de Luis Coloma (es).
Enfin, il a aussi illustré des romans de science fiction de José de Elola y Gutiérrez (es) dans les années 1920.

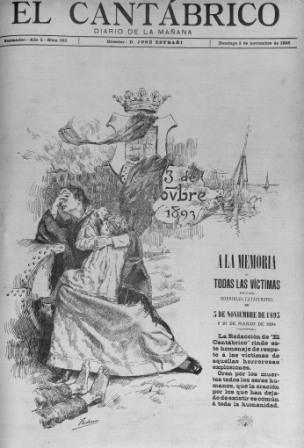
Une du journal El Cantábrico (es), commémorant le deuxième anniversaire de l'explosion du Cabo Machichaco.
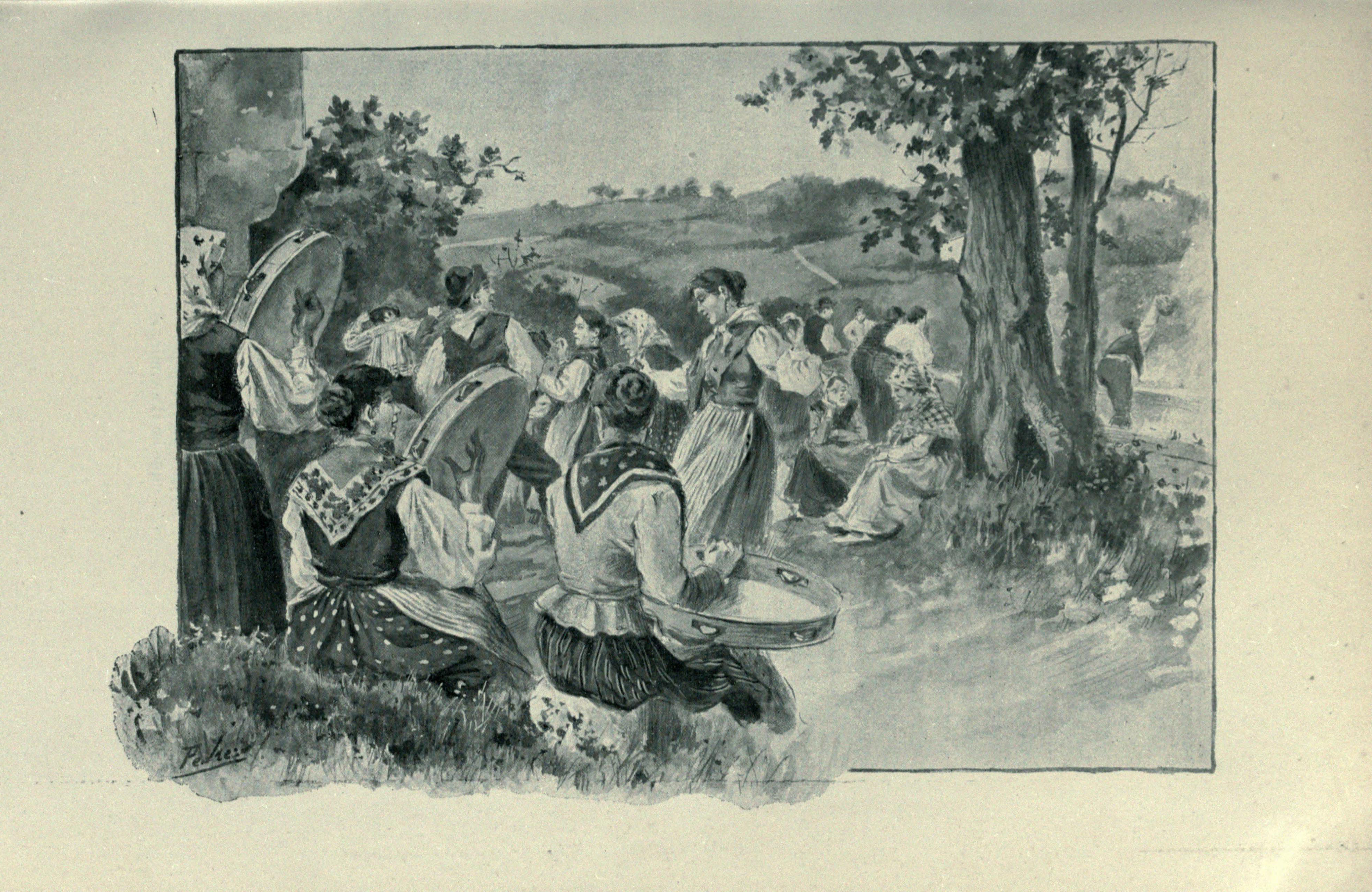
Cantos de la Montaña (1901).
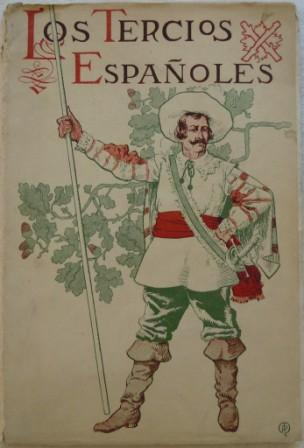
Los tercios españoles (1904).
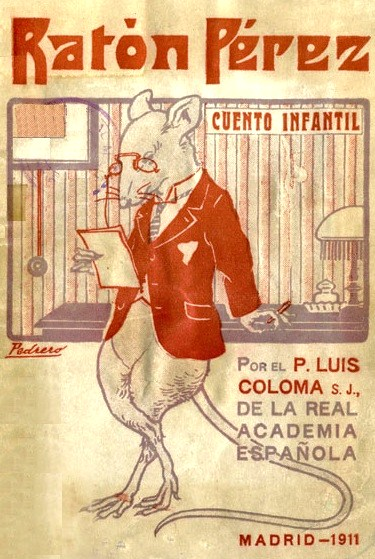
Ratón Pérez (1911).
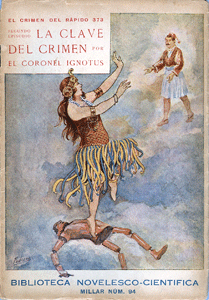
La clave del crimen (1925).

### Affiches et fascicules touristiques
Tout au long de sa carrière professionnelle, Mariano Pedrero a remporté plusieurs concours pour réaliser des affiches de la ville de Santander. Dans Mariano Pedrero, el ilustrador de Cantabria, Francisco Gutiérrez recense des affiches des Ferias y Fiestas de Santander de 1894, 1896, 1904 et 1905, ainsi que d'autres pour la Sociedad Taurina Montañesa, Santander de 1896 (ou 1899), 1900, 1902, 1904, 1908, 1909, 1910 et 1912.
Ces affiches suivent les standards de l'époque, étant en grand format : celles de Ferias y Fiestas de Santander mesurent 134 × 281 cm et celles de la Sociedad Taurina Montañesa, Santander, 124 × 290 cm. Ils ont été « brillamment dessinés » puis transformés en affiche par d'« excellents lithographies », selon Jordi Carulla dans España en mil carteles.
Pour promouvoir le tourisme dans la capitale de Cantabrie, des guides estivaux intitulés Guías del veraneante de petits formats sont publiés. Mariano Pedrero en dessine la couverture pour les années 1910, 1911, 1914 et 1915.
Il prend en charge le programme du VII centenario de la Catedral de Burgos de 1921, dont les couvertures sont reproduites dans le catalogue de l'exposition dans la casa del Cordón de Burgos de 2019. Il réalise aussi le programme de Ferias y fiestas de San Pedro y San Pablo de 1926, que l'on retrouve également dans ce catalogue.
Au pays basque, Mariano Pedrero crée la couverture des horaires des trains de Pampelune à Saint-Sébastien en été 1914. Le fascicule, appelé ferrocarril de Plazaola, est conservé au musée basque du Chemin de fer.

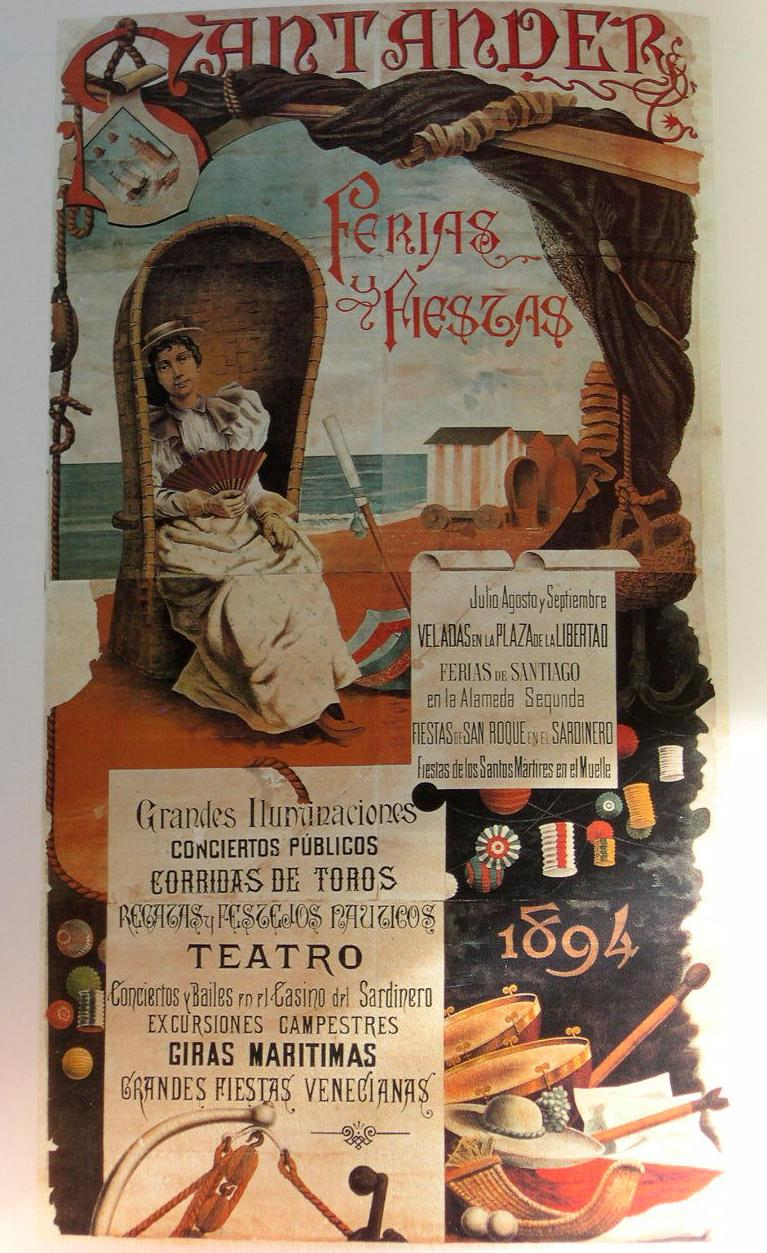
Affiche des Ferias y Fiestas de Santander Ferias de 1894.
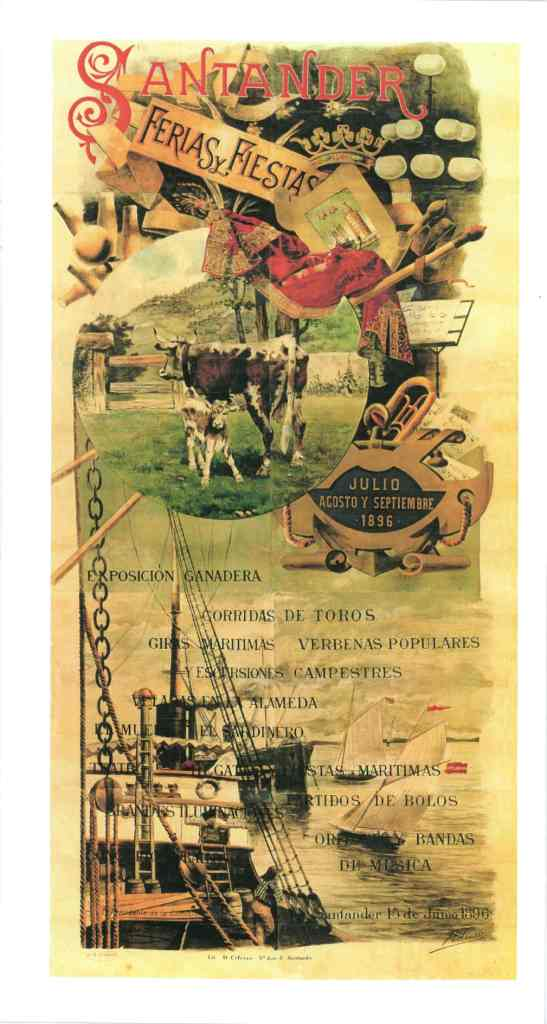
Affiche Ferias y Fiestas de Santander de 1896.
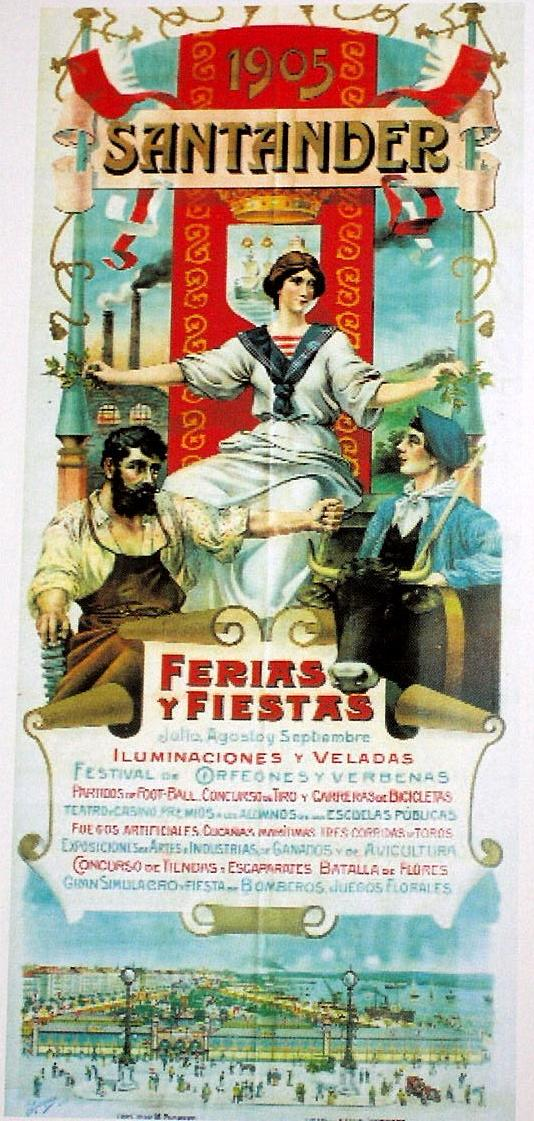
Affiche des Ferias y Fiestas de Santander Ferias de 1905.
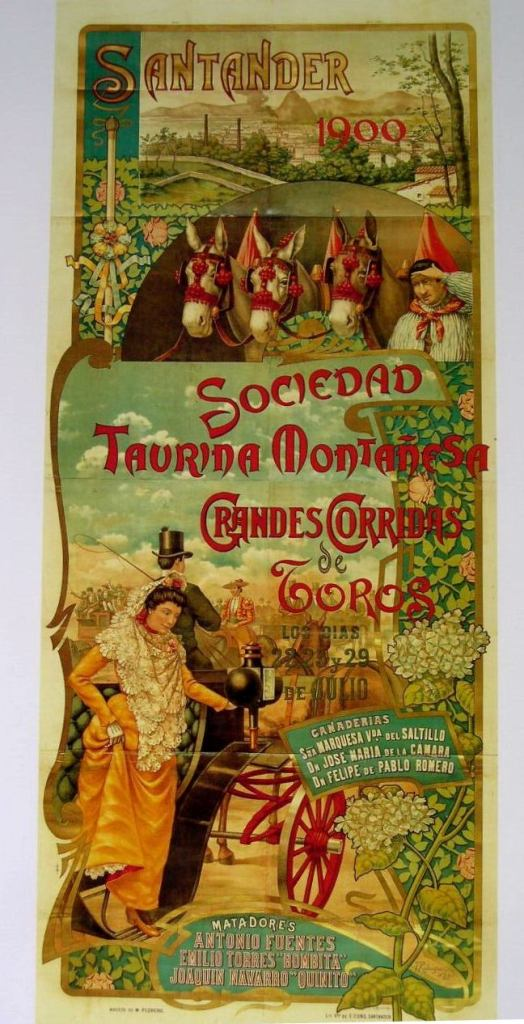
Affiche pour la Sociedad Taurina Montañesa, Santander de 1900.
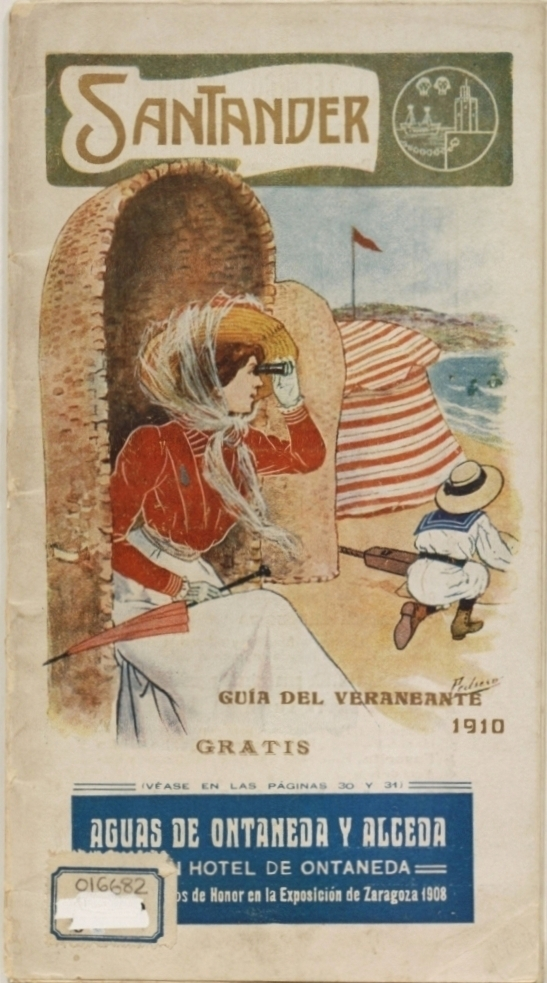
Couverture du Guías del veraneante de Santander de 1910.
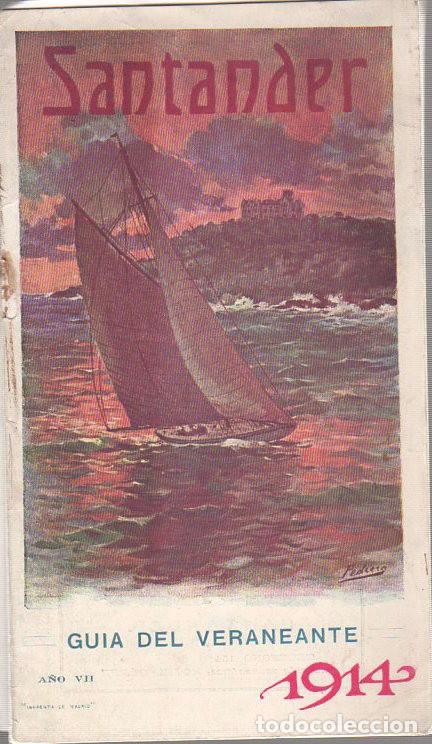
Couverture du Guías del veraneante de Santander de 1914.

## Conservation
La Bibliothèque nationale d'Espagne conserve la plus grande quantité de publications illustrées par Mariano Pedrero.
L'Académie royale des beaux-arts Saint-Ferdinand possède aussi une vingtaine de dessins originaux à destination de la revue La Ilustración Española y Americana, qui ont été publiés le catalogue d'exposition à la casa del Cordón de Burgos de 2019. Ces œuvres, réalisées au moyen de techniques diverses (gouache, encre, graphite, fusain, huile), datent d'entre 1903 et 1912.
Le musée ABC (ou « musée ABC du dessin et de l'illustration ») possède une dizaine d'aquarelles et pastels originaux, que l'on retrouve également dans le catalogue d'exposition à la Casa del Cordón de Burgos de 2019. L'institution possède aussi trois dessins à l'encre représentant Madrid. Toutes ces œuvres datent d'entre 1913 et 1926 et étaient destinées à la revue Blanco y Negro.

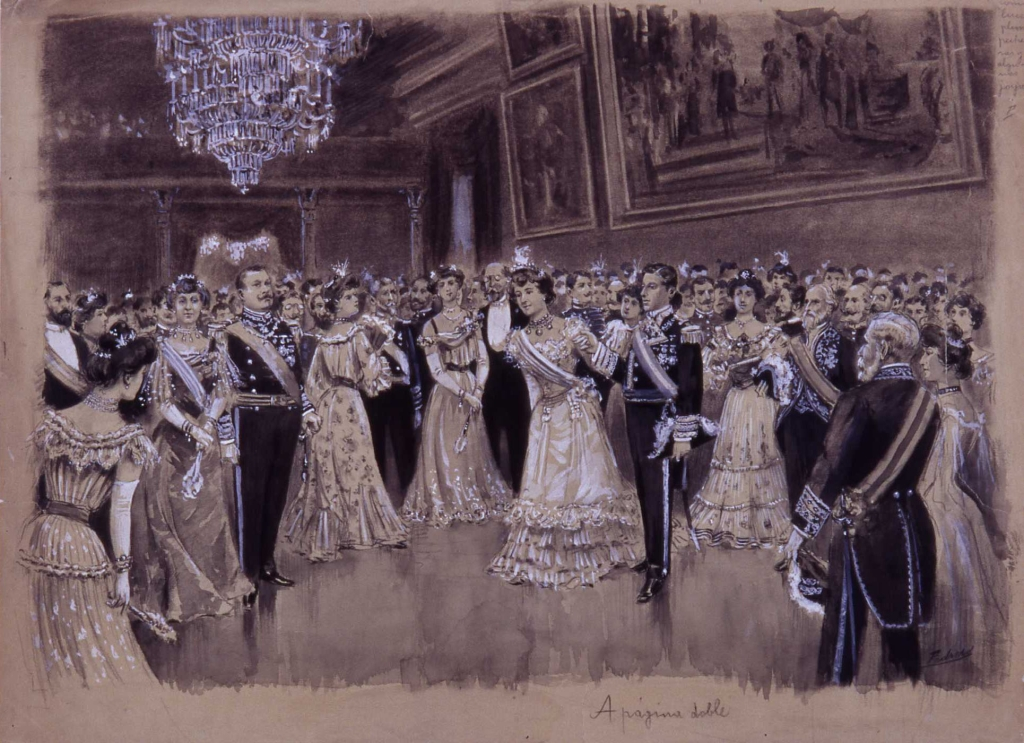
Lisbonne, danse dans le palais d'Ajuda, décembre 1903, graphite et gouache sur papier. Académie royale des beaux-arts Saint-Ferdinand, Madrid.
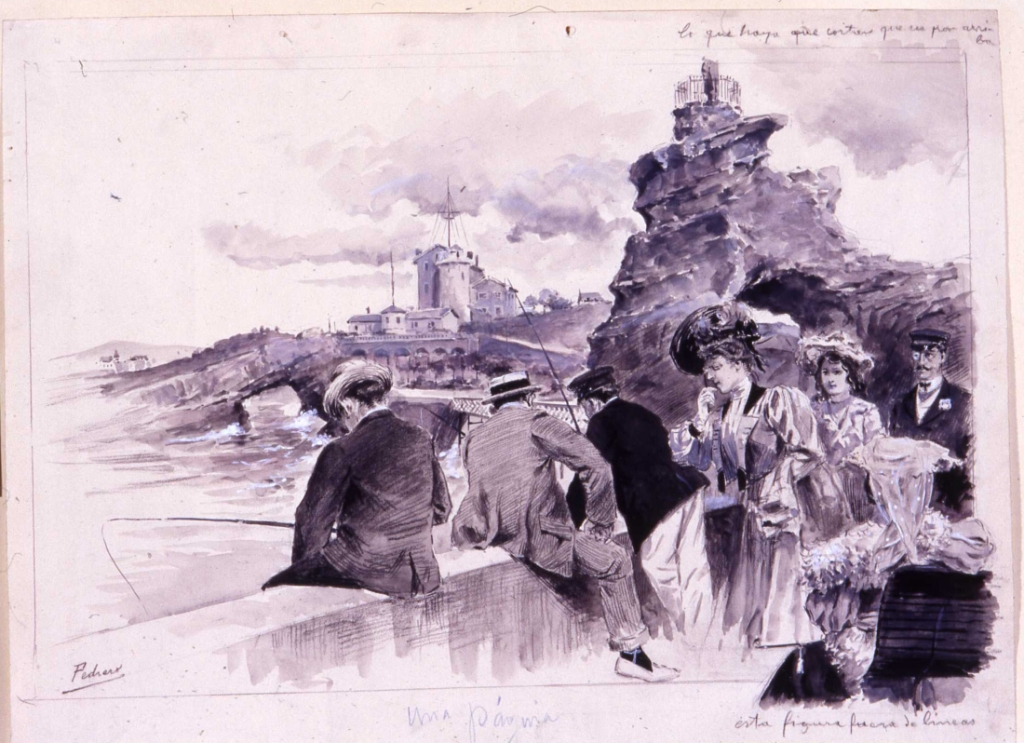
Biarritz, les derniers estivants, octobre 1905, gouache. Académie royale des beaux-arts Saint-Ferdinand, Madrid.
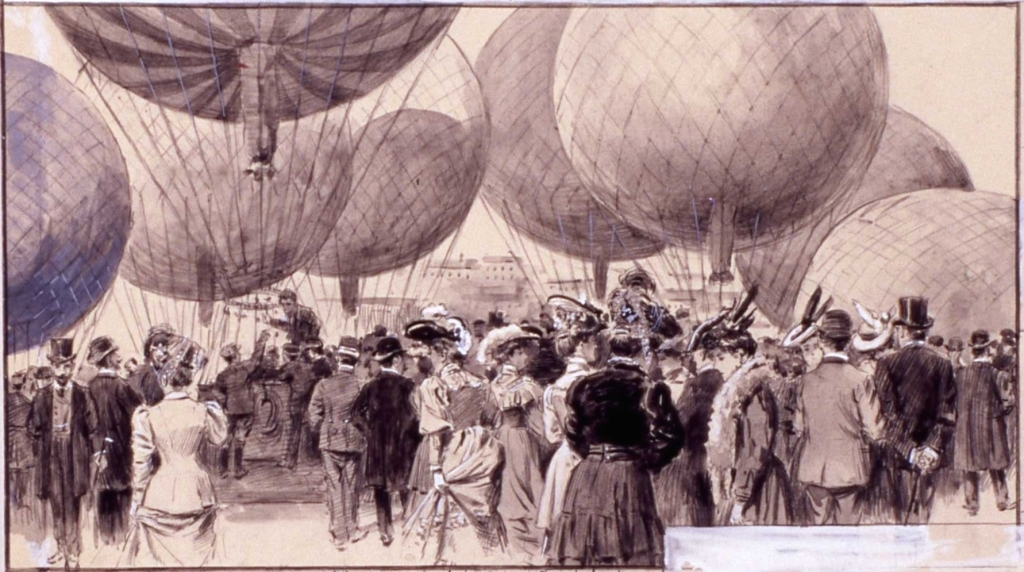
Fête d'aérostation, détail, novembre 1905, encre, crayon et gouache sur papier bristol. Académie royale des beaux-arts Saint-Ferdinand, Madrid.